# Sunbury-on-Thames
Pour les articles homonymes, voir Sunbury.

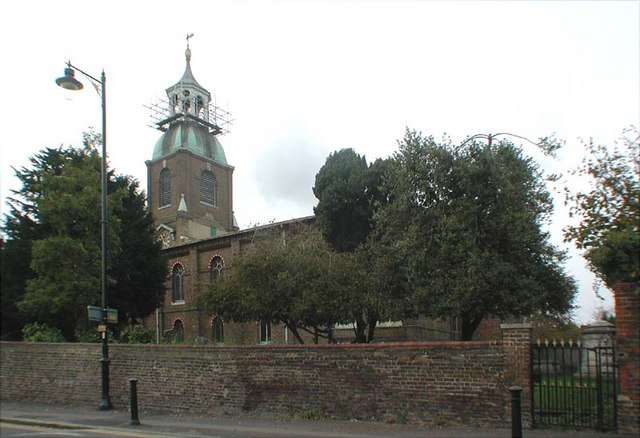
L'église de Sunbury

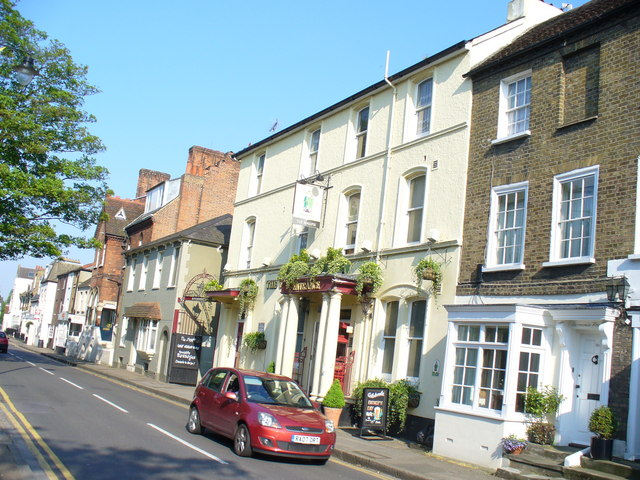
Des maisons et un pub en Sunbury

Sunbury-on-Thames, généralement abrégée Sunbury, est une ville de la banlieue de Londres en Angleterre. Elle est située dans le borough de Spelthorne dans le comté de Surrey, à 25 km au sud-ouest du centre Londres. Avant 1965, elle était en Middlesex. Elle est voisine de Twickenham et Hampton, bordée au sud par la Tamise.
Il y avait une communauté des Huguenots en Sunbury-on-Thames, commémorée dans le nom de rue French Street.
L'église de Sunbury, dédiée à Sainte-Marie (St Mary's Church) était bâtie en 1752, sur les fondations médiévales. Cette église est mentionnée dans Oliver Twist par Charles Dickens.
En 2001, une très grande tapisserie fut faite en Sunbury par les personnes locales, montrant les scènes de la ville, pour marquer le millénaire. Cette tapisserie était vue par la reine Élisabeth II. Depuis 2006, elle a été abritée dans une galerie ouverte au public, près d'un petit parc emmuré.
Sunbury Court est le nom d'un bâtiment du XVIIIe siècle dans la ville, qui est aujourd'hui utilisé par l'Armée du Salut.
À l'est de Sunbury est situé l'hippodrome de Kempton Park.
Le tiers nord de la ville est plus urbain et est divorcé par une autoroute. La ville se dessert aux quartiers voisins par bus, train et route, avec des liaisons modérées par ces moyens vers Londres.
Le bord de la rivière compte plusieurs pubs-restaurants et il voît une fête en août sur son île basse.

## Personnalités liées à la commune
- Edward Hawke, amiral